# Behemoth (Band)
Behemoth ist eine polnische Extreme-Metal-Band. Sie war anfangs dem Black Metal zuzuordnen, im Laufe ihrer Geschichte wurden jedoch stufenweise Elemente des Death Metal in ihren Stil integriert. Mittlerweile gehören sie zu den bekannten Vertretern beider Genres. Der Bandname stammt von dem Ungeheuer der jüdischen sowie christlichen Mythologie.

## Geschichte
Die Band wurde 1991 in Danzig durch den Sänger Adam Michał „Nergal“ Darski, unter dem Namen Baphomet gegründet. Die Musik der Band lehnte sich zunächst an die norwegischen Bands sowie Venom, Bathory, Samael und die frühen Celtic Frost/Hellhammer an; Nergal nennt als damalige Haupteinflüsse Bands wie Tiamat, Beherit, Samael, Blasphemy und Morbid Angel. Er änderte den Namen später in Behemoth; daneben betreibt er andere Projekte wie Hefeystos, December’s Fire, Damnation und Voodoo Gods. Zu Beginn war die Situation für die Band sowohl finanziell als auch technisch erschwert, wie Nergal erwähnt: „Natürlich hatten wir auch kein Geld, speziell wenn es um Equipment ging, wir hatten damals wirklich nur Schrott […]! […] Es war nicht einfach, wir konnten noch nicht richtig mit unseren Instrumenten umgehen, wir hatten ja auch kaum welche.“
1992 erschien die erste Demoaufnahme namens Endless Damnation auf dem Label Pagan Records, das im gleichen Jahr auch das zweite Demo The Return of the Northern Moon veröffentlichte, das in kürzester Zeit mehr als 2.500 Mal verkauft wurde; auf diesem half Rob Darken von Graveland als Keyboarder aus. 1993 folgte schließlich das dritte Demo, …From the Pagan Vastlands, das mehr als 3.000 Mal verkauft wurde. Im Gegensatz zu den rein satanistischen Texten auf The Return of the Northern Moon finden sich hier auch Anspielungen auf die skandinavische Natur und die Geschichte der Wikinger, die allerdings mit satanischen Elementen vermischt ist. Diese Demos erschienen in den verschiedensten Formaten, darunter legale und halblegale Versionen auf CD und LP sowie eine große Fülle von Bootlegaufnahmen.
Vom norwegischen „Inner Circle“ inspiriert entstand in Polen der The Temple of the Fullmoon (TTF), zu dessen Gründern neben Nergal auch Blasphemous von Veles und Venom von Xantotol gehörten. Zum Orden gehörten auch die Bands Infernum, Mysteries, Veles, Fullmoon und Graveland, deren Gründer Rob Darken ihn als idealistischere Kopie des norwegischen Zirkels bezeichnete. Nergal ging später auf Distanz zu dieser Organisation. Dem folgten eine Anti-Behemoth-Kampagne des TTF und Drohungen gegen Nergal und Behemoth.
1994 veröffentlichte die Band mittels der Unterstützung des italienischen Labels Entropy Productions ihre EP And the Forests Dreams Eternally. Auf dieser bezog sich Behemoth auf slawische Geographie und Mythologie, die ebenfalls mit Satanismus verbunden wurde.
1995 veröffentlichte das Label Pagan Records Behemoths erstes Album Sventevith (Storming Near the Baltic); auch dieses wurde mit schlechter Ausrüstung aufgenommen, was sich erst gegen 1996 oder 1997 änderte. Die Band, insbesondere Bandbegründer Nergal, stellt dieses Album in der Retrospektive als ersten Wendepunkt in der bis dato vierjährigen Bandgeschichte dar, da es international auf rundum positive Resonanz stieß. So wurde auch das deutsche Label Solistitium Records auf sie aufmerksam. Aufgrund mangelnder finanzieller Unterstützung beendete Behemoth die Zusammenarbeit.
1996 trat Behemoth erstmals, sowohl in Polen als auch auf der Pagan Triumph Tour zusammen mit ihren Landsmännern von Christ Agony, der norwegischen Band Helheim und der Thüringer Band Menhir, auf.
Mit dem Album Pandemonic Incantations, der letzten Veröffentlichung bei Solistitum in Kooperation mit Novum Vox Mortis in Polen, entfernte sich Behemoth zugunsten progressiver Death-Metal-Einflüsse vom Black Metal, was ebenso wie die „Wiederentdeckung“ satanistischer Elemente, welche die heidnische Attitüde verdrängte, kontroverse Reaktionen zur Folge hatte. Wenngleich das Album aufgrund schlechten Label-Managements nur mäßigen Verbreitungsgrad fand, warfen viele Anhänger der Band aus zuvor genannten Gründen Verrat vor. Insbesondere innerhalb der polnischen NSBM-Szene ist die Band verhasst. Sie wirft der Band Rockstarallüren und Darski überhöhte Selbsteinschätzung vor, ebenso den ständigen ideologischen Wandel, von einer Anlehnung an Wikingerthemen über Bekundungen slawischen Stolzes hin zu satanistischem Death Metal, womit sie unglaubwürdig sei.
Zu dieser Zeit wechselten Teile der Besetzung und Behemoth verpflichtete sich beim italienischen Label Avantgarde Music, welches das technische/experimentelle Death-Metal-Album Satanica veröffentlichte. Diese Tendenz wurde auch bei den nachfolgenden Veröffentlichungen, gelegentliche Label- und Besetzungswechsel mit sich bringend, beibehalten. Mit dem Album Thelema.6 bezog Behemoth sich auf Aleister Crowleys Thelema, mit dem Titel des Nachfolgers Zos Kia Cultus auf Austin Osman Spares Zos Kia Cultus.

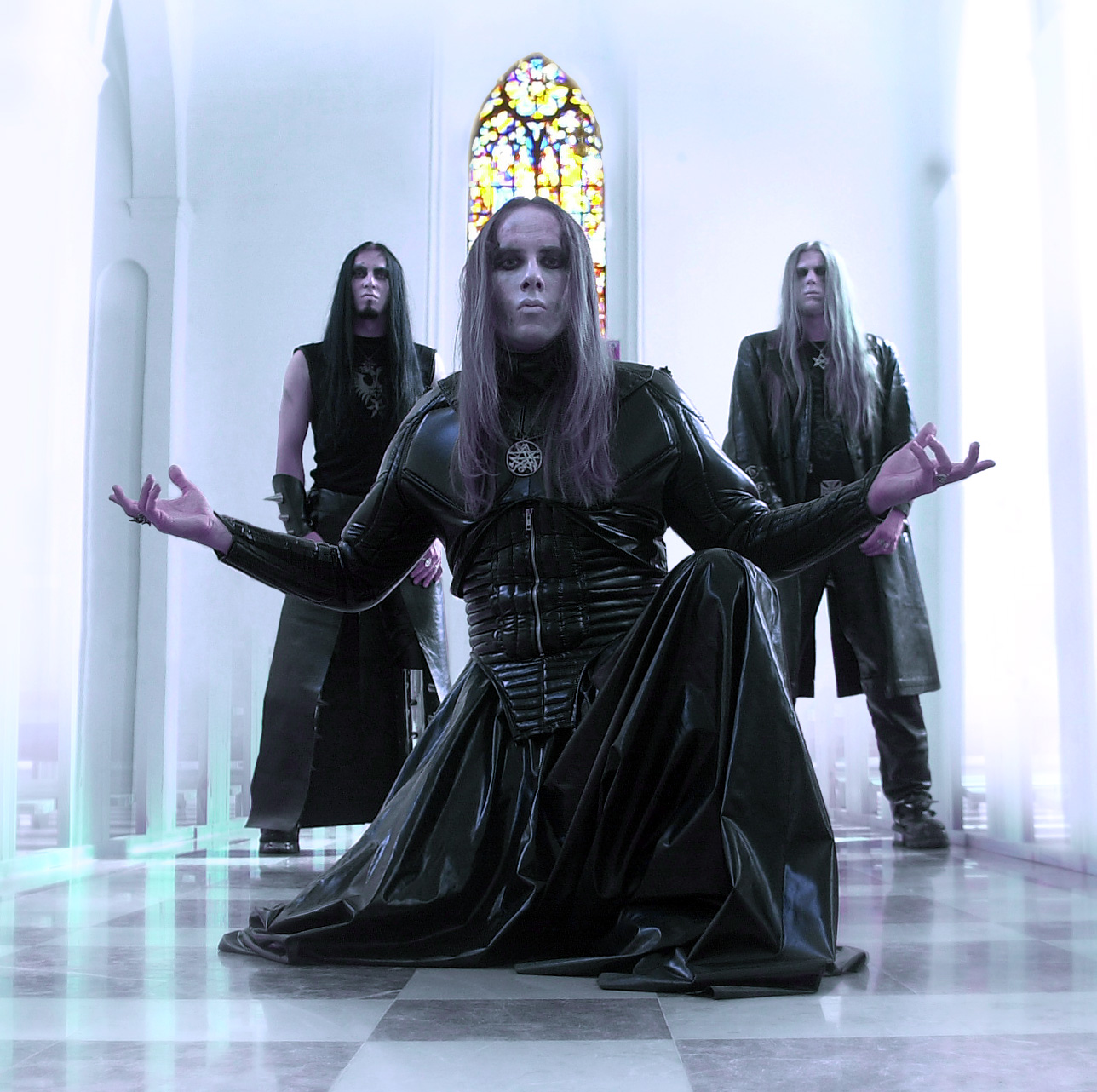
Behemoth (2004)

Auch das 2004 veröffentlichte Album Demigod brachte neue experimentelle Einflüsse mit sich. Durch Karl Sanders’ Mitwirkung entstanden stilistische Parallelen zur US-amerikanischen Death-Metal-Band Nile. Darüber hinaus werden auf Demigod neben philosophischen Thematiken ebenso wie bei Nile auch solche der ägyptischen Kultur und Geschichte behandelt.
Im Booklet des 2007 veröffentlichten Albums The Apostasy wurde ein Teil des Artikels über automatisches Schreiben der englischsprachigen Wikipedia veröffentlicht. Die Aufnahmen für das nächste Album begannen am 16. Februar 2009.
Das Album Evangelion erschien ein halbes Jahr später, am 7. August 2009. Es erreichte im November 2009 mit 15.000 verkauften Einheiten Goldstatus in Polen.
Im August 2010 wurde bekannt, dass Nergal schwer an Leukämie erkrankt und auf eine Stammzelltransplantation angewiesen ist. Am 17. Januar 2011 konnte Nergal das Danziger Universitätsklinikum verlassen, nachdem er dort drei Wochen zuvor Stammzellen von einem anonymen Spender erhalten hatte.
Am 3. Februar 2014 erschien das zehnte Studioalbum The Satanist. Für den Sommer 2014 wurde eine USA-Tournee angekündigt. Gemeinsam mit Slipknot war die Band 2020 auf Europatournee.

## Diskografie
Studioalben

| Jahr | Titel Musiklabel                                    | Höchstplatzierung, Gesamtwochen, AuszeichnungChartplatzierungen (Jahr, Titel, Musiklabel, Platzierungen, Wochen, Auszeichnungen, Anmerkungen) | Höchstplatzierung, Gesamtwochen, AuszeichnungChartplatzierungen (Jahr, Titel, Musiklabel, Platzierungen, Wochen, Auszeichnungen, Anmerkungen) | Höchstplatzierung, Gesamtwochen, AuszeichnungChartplatzierungen (Jahr, Titel, Musiklabel, Platzierungen, Wochen, Auszeichnungen, Anmerkungen) | Höchstplatzierung, Gesamtwochen, AuszeichnungChartplatzierungen (Jahr, Titel, Musiklabel, Platzierungen, Wochen, Auszeichnungen, Anmerkungen) | Höchstplatzierung, Gesamtwochen, AuszeichnungChartplatzierungen (Jahr, Titel, Musiklabel, Platzierungen, Wochen, Auszeichnungen, Anmerkungen) | Höchstplatzierung, Gesamtwochen, AuszeichnungChartplatzierungen (Jahr, Titel, Musiklabel, Platzierungen, Wochen, Auszeichnungen, Anmerkungen) | Anmerkungen                                             |
| Jahr | Titel Musiklabel                                    | DE | AT | CH | UK | US | PL | Anmerkungen                                             |
| ---- | --------------------------------------------------- | --- | --- | --- | --- | --- | --- | ------------------------------------------------------- |
| 1995 | Sventevith (Storming Near the Baltic) Pagan Records | — | — | — | — | — | — | Erstveröffentlichung: April 1995                        |
| 1996 | Grom Solistitium Records                            | — | — | — | — | — | — | Erstveröffentlichung: 2. Januar 1996                    |
| 1998 | Pandemonic Incantations Solistitium Records         | — | — | — | — | — | — | Erstveröffentlichung: 2. März 1998                      |
| 1999 | Satanica Avantgarde Music                           | — | — | — | — | — | — | Erstveröffentlichung: 25. Oktober 1999                  |
| 2000 | Thelema.6 Avantgarde Music                          | — | — | — | — | — | PL31 (2 Wo.)PL | Erstveröffentlichung: 27. November 2000                 |
| 2002 | Zos Kia Cultus (Here and Beyond) Avantgarde Music   | — | — | — | — | — | — | Erstveröffentlichung: 28. Oktober 2002                  |
| 2004 | Demigod Regain Records                              | — | — | — | — | — | PL15 (4 Wo.)PL | Erstveröffentlichung: 25. Oktober 2004                  |
| 2007 | The Apostasy Regain Records                         | — | — | — | — | US149 (1 Wo.)US | PL9 (8 Wo.)PL | Erstveröffentlichung: 2. Juli 2007                      |
| 2009 | Evangelion Nuclear Blast                            | DE59 (2 Wo.)DE | AT45 (2 Wo.)AT | CH88 (1 Wo.)CH | — | US55 (3 Wo.)US | PL1 Gold · (9 Wo.)PL | Erstveröffentlichung: 7. August 2009 Verkäufe: + 15.000 |
| 2014 | The Satanist Nuclear Blast                          | DE11 (2 Wo.)DE | AT24 (2 Wo.)AT | CH33 (1 Wo.)CH | UK57 (1 Wo.)UK | US34 (3 Wo.)US | PL1 (7 Wo.)PL | Erstveröffentlichung: 3. Februar 2014                   |
| 2018 | I Loved You at Your Darkest Nuclear Blast           | DE7 (3 Wo.)DE | AT12 (2 Wo.)AT | CH17 (3 Wo.)CH | UK42 (1 Wo.)UK | US85 (1 Wo.)US | PL4 (6 Wo.)PL | Erstveröffentlichung: 5. Oktober 2018                   |
| 2022 | Opvs Contra Natvram Nuclear Blast                   | DE13 (2 Wo.)DE | AT14 (1 Wo.)AT | CH14 (1 Wo.)CH | — | — | PL1 (5 Wo.)PL | Erstveröffentlichung: 16. September 2022                |

grau schraffiert: keine Chartdaten aus diesem Jahr verfügbar

## Bilder

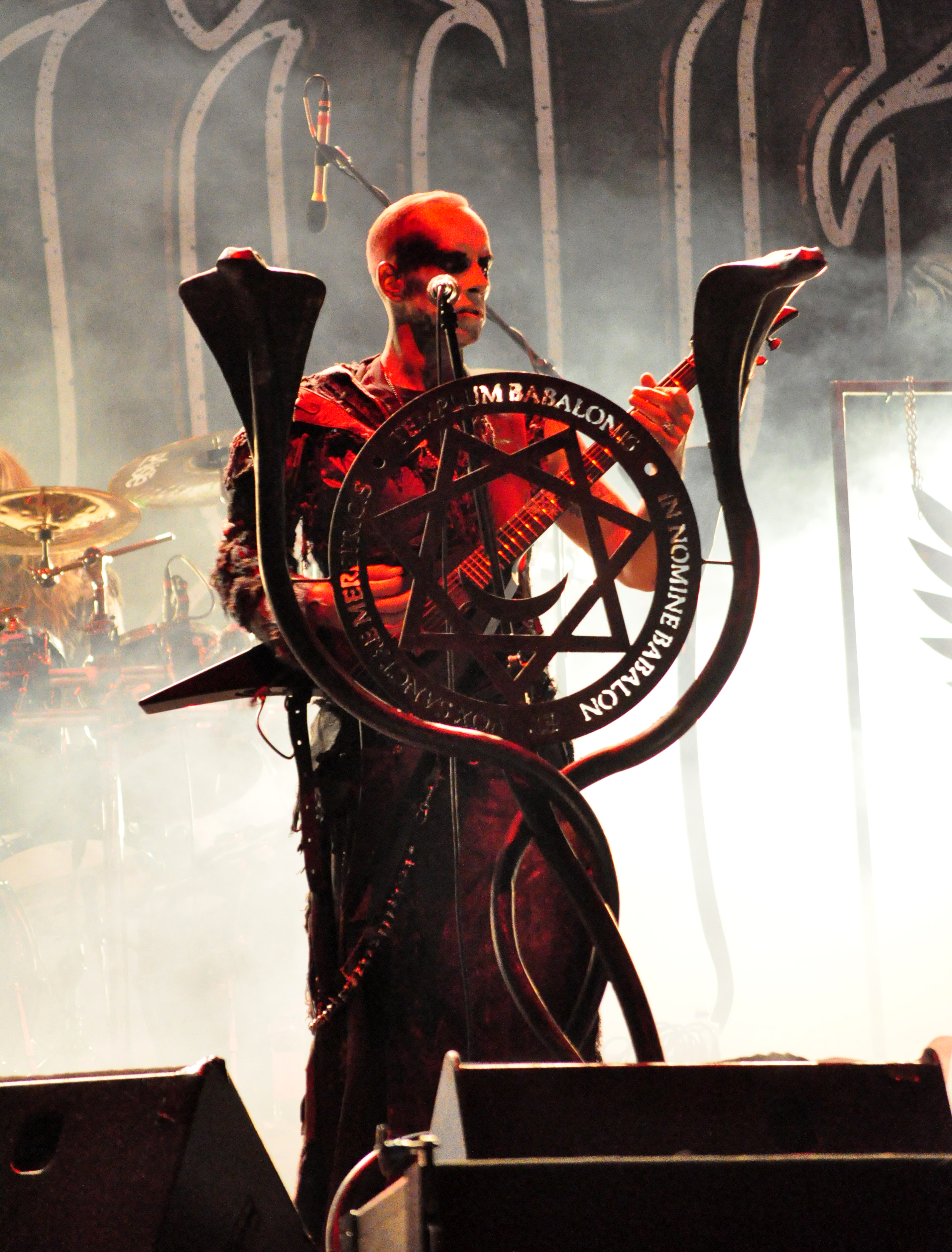
Nergal auf dem Party.San 2012
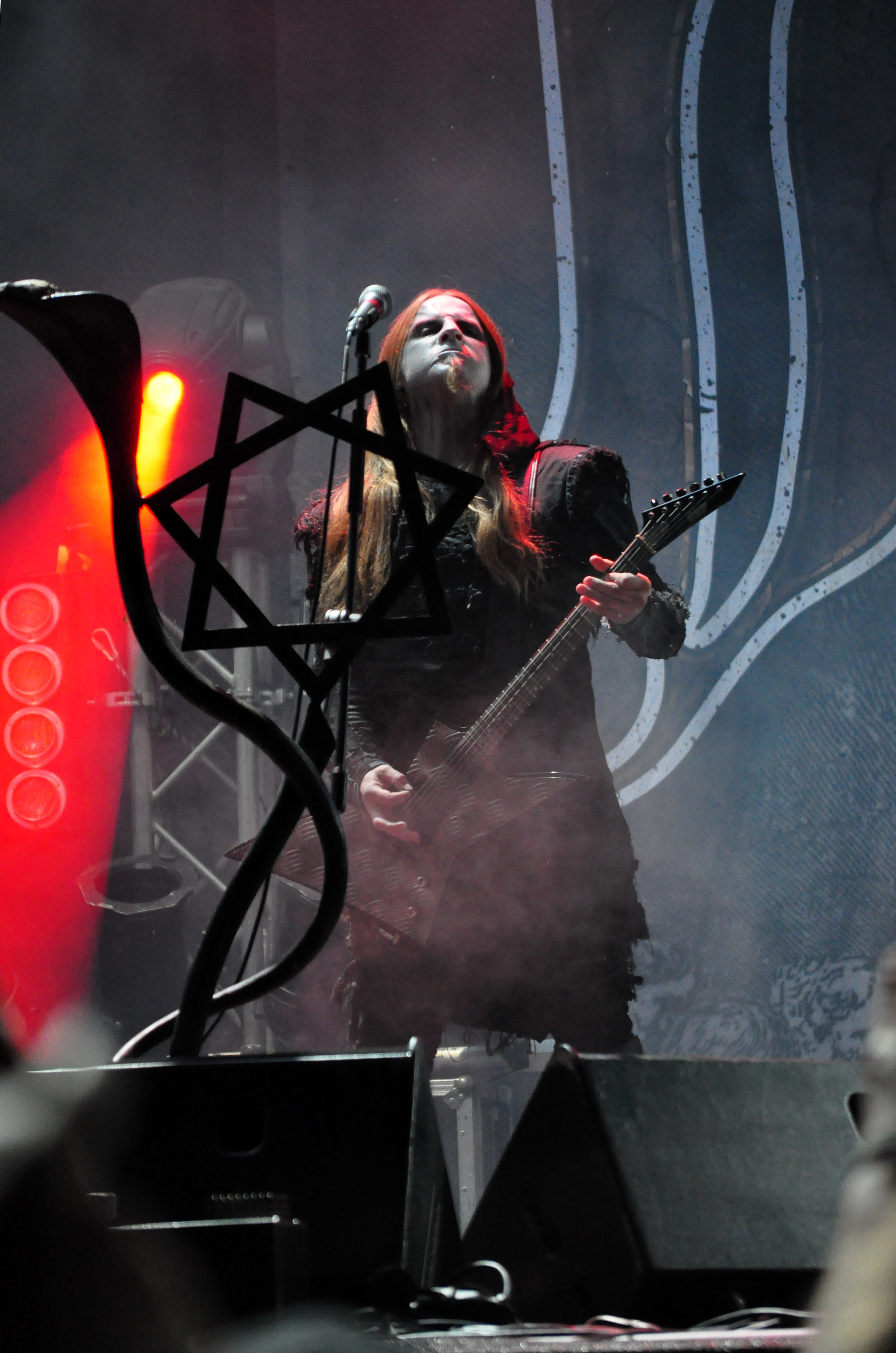
Seth (2012)
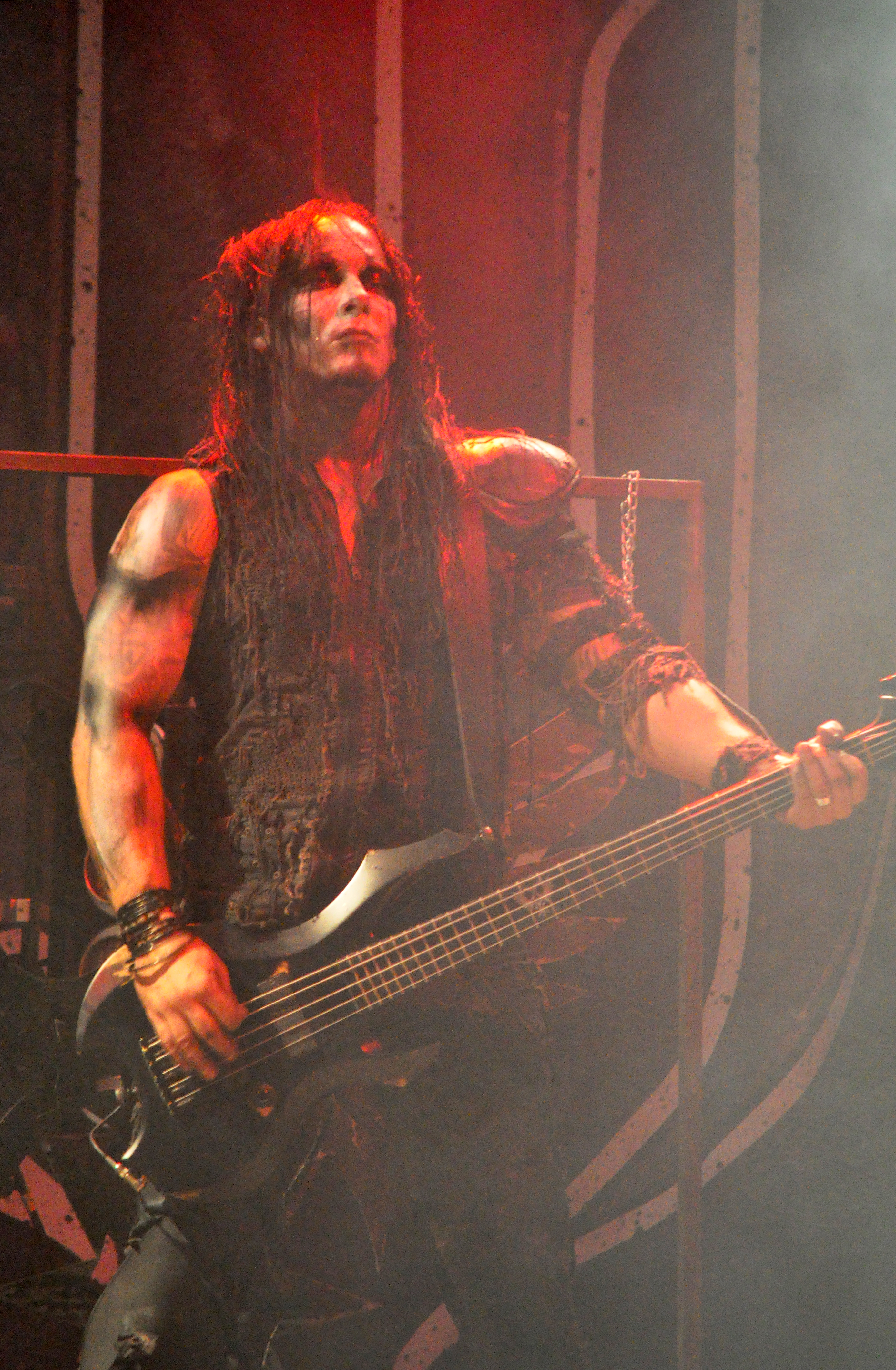
Orion (2012)
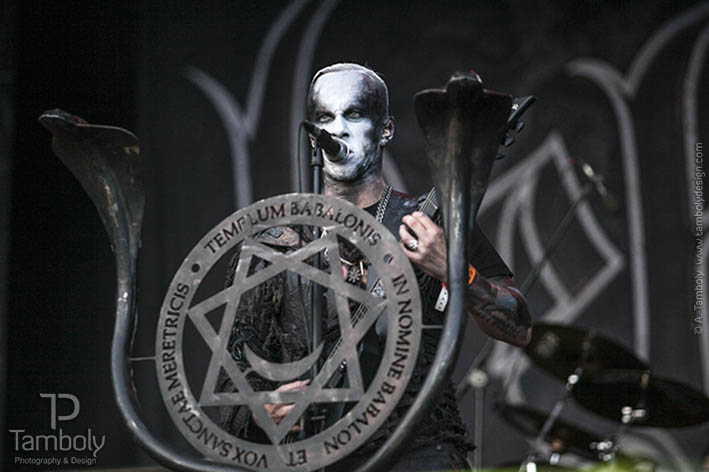
Konzert am 1. Juni 2012, Metalfest Ost, Dessau
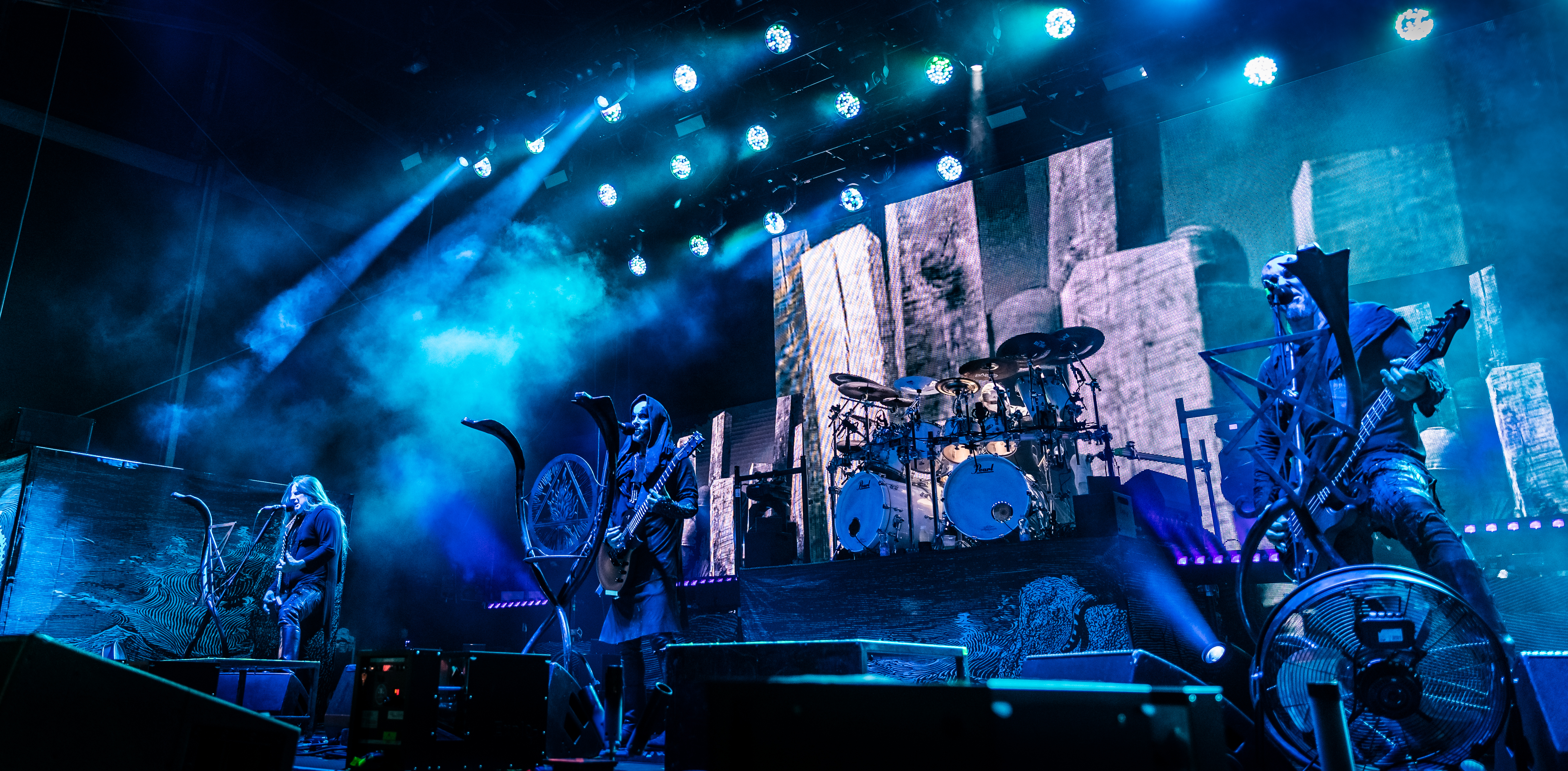
Behemoth live bei Rock am Ring 2019